# Хаберфельд, Дьёзё
Дьёзё Хаберфельд (венг. Haberfeld Győző; 13 июня 1889, Байя или Будапешт — 1945, концлагерь Маутхаузен, Верхняя Австрия) — венгерский гимнаст, серебряный призёр летних Олимпийских игр 1912 года. В годы Второй мировой войны деятель Движения Сопротивления, в 1944 году арестован и отправлен в концлагерь Маутхаузен, где умер спустя год.